# Life Starts Now
Life Starts Now — третий студийный альбом канадской группы Three Days Grace, издан 22 сентября 2009 года, второй альбом, выпущенный под руководством Ховарда Бэнсона (англ. Howard Benson), успешно продюсировавшего One-X, предыдущий альбом группы. В первую неделю продаж разошлось более 78 000 копий.

## Об альбоме
Life Starts Now изначально позиционировался как «более музыкально глубокий и личный».
Преподготовка Life Starts Now началась в январе 2009 года, запись прошла в Ванкувере, в марте. Альбом был закончен в августе того же года. Группа анонсировала выпуск альбома на 22 сентября 2009 год.

## Список композиций
Все песни написаны и сочинены участниками Three Days Grace.
| №   | Название            | Длительность |
| --- | ------------------- | ------------ |
| 1.  | «Bitter Taste»      | 4:02         |
| 2.  | «Break»             | 3:13         |
| 3.  | «World So Cold»     | 4:03         |
| 4.  | «Lost In You»       | 3:53         |
| 5.  | «The Good Life»     | 2:53         |
| 6.  | «No More»           | 3:45         |
| 7.  | «Last to Know»      | 3:27         |
| 8.  | «Someone Who Cares» | 4:52         |
| 9.  | «Bully»             | 3:39         |
| 10. | «Without You»       | 3:34         |
| 11. | «Goin' Down»        | 3:06         |
| 12. | «Life Starts Now»   | 3:08         |

## Синглы
Первый сингл, «Break», вышел в свет 1 сентября 2009 на радиостанциях США и официальном сайте группы, 4 сентября стал доступен к скачиванию на iTunes. Клип на этот трек был снят 14 сентября 2009 года.
Второй сингл, «The Good Life» появился в ротации американских радиостанций 9 февраля 2010 года. Клип вышел 28 апреля 2010 года.

## Участники записи
- Адам Гонтье (англ. Adam Gontier) — вокал, ритм-гитара
- Барри Сток (англ. Barry Stock) — соло-гитара
- Брэд Уолст (англ. Brad Walst) — бас-гитара, бэк-вокал
- Нил Сандерсон (англ. Neil Sanderson) — бэк-вокал, барабаны, перкуссия, клавишные